# Pelle Sundberg

För personer med liknande namn se, se Per Sundberg (olika betydelser).  
Per Fredrik Sundberg, känd som Pelle "Sundba" Sundberg, född 18 april 1956 i Uppsala församling i Uppsala län, är en svensk jurist och sångare.

## Biografi
Pelle Sundberg är uppvuxen i Visby på Gotland. Han är son till läroverksadjunkten Bo Sundberg och kurator Brita Sundberg (född Lundevall) samt dotterson till Adolf Lundevall och systerson till Carl-Fredrik Lundevall.
Efter gymnasiet läste Pelle Sundberg juridik vid Uppsala universitet. Han blev juris kandidat 1981, hovrättsassessor 1991 och hovrättsråd i Svea hovrätt fram till mars 2020. Han har varit rättsakkunnig i Socialdepartementet samt kansliråd, ämnesråd och rättssakkunnig i Justitiedepartementet. Han har också varit verksjurist vid Krisberedskapsmyndigheten. Från mars 2020  till december 2022 var han lagman vid Gotlands tingsrätt.
Pelle Sundberg är sedan 1973 sångare och frontfigur i det gotländska bandet Smaklösa.
Sundberg var gift med programledaren Lotta Bouvin-Sundberg från 1988 fram till hennes död i maj 2023. De fick tillsammans en son (född 1989) och en dotter (född 1992).